# Salmanaser III
Salmanaser ou Salmeneser III (em acádio: Šulmānu-ašarēdu; lit. "Sulmanu é preeminente") foi rei de Assíria de 859 a.C. a 824 a.C.. Era filho de Assurnasirpal II. O seu longo reinado foi marcado por uma série constante de campanhas militares contra as tribos dos povos orientais seus vizinhos. 

## Lista de reis
Segundo a lista dos reis da Assíria, ele reinou por quinze anos, sendo precedido por seu pai Assurnasirpal II e sucedido por seu filho Samsiadade V.

## Reinado

### Campanhas
No sexto ano de seu reinado, em 853 a.C., defrontou-se na Síria uma coalizão dos sírios sob a liderança de Damasco, cujas tropas o enfrentaram junto à Carcar na Batalha de Carcar no Baixo Orontes. Salmanaser III mandou relatar a respeito da batalha junto à Carcar em diversas inscrições, de maneira mais detalhada no Monólito de Curque, na coluna II, linha 79 até 102. Segundo esta inscrição, faziam-se parte desta coalizão 12 dinastias, cujas foram lideradas por Adadidri (Benadade II) (r. 860–843/842 a.C.) de Arã-Damasco, Iruleni de Hamate e Ahabu (Acabe) (r. 873–852 a.C.) de Israel. A força militar de Acabe tinha 2 mil carros de combate e 10 mil soldados, mas obviamente Salmanaser venceu a batalha, mesmo que as unidades de tropas assírias fossem muito sangradas. Nos anos seguintes, Salmanaser apareceu mais de três vezes na Síria (849, 848 e 845 a.C.) e teve que se defrontar repetidamente numa coalizão muito tenaz. A coalizão antiassíria foi se rompendo quando Hazael (r. 843/842–796 a.C.) assumiu o poder sobre Arã-Damasco, deixando apenas os sírios enfrentarem os assírios.
Alguns anos depois, Salmanaser fez acordo com o reino de Urartu, primeiramente sobre o comando de Sardur I (r. 832–825 a.C.), em franca ascensão, na qual no período seguinte se tornou um dos rivais da Assíria. Nos anos finais de seu reinado gerou um distúrbio político interno: uma revolta de seu filho Assurdaninpal, na qual criou uma guerra civil e apenas seu outro filho e sucessor Samsiadade V podia detê-la.

### Obelisco Negro de Salmanaser III

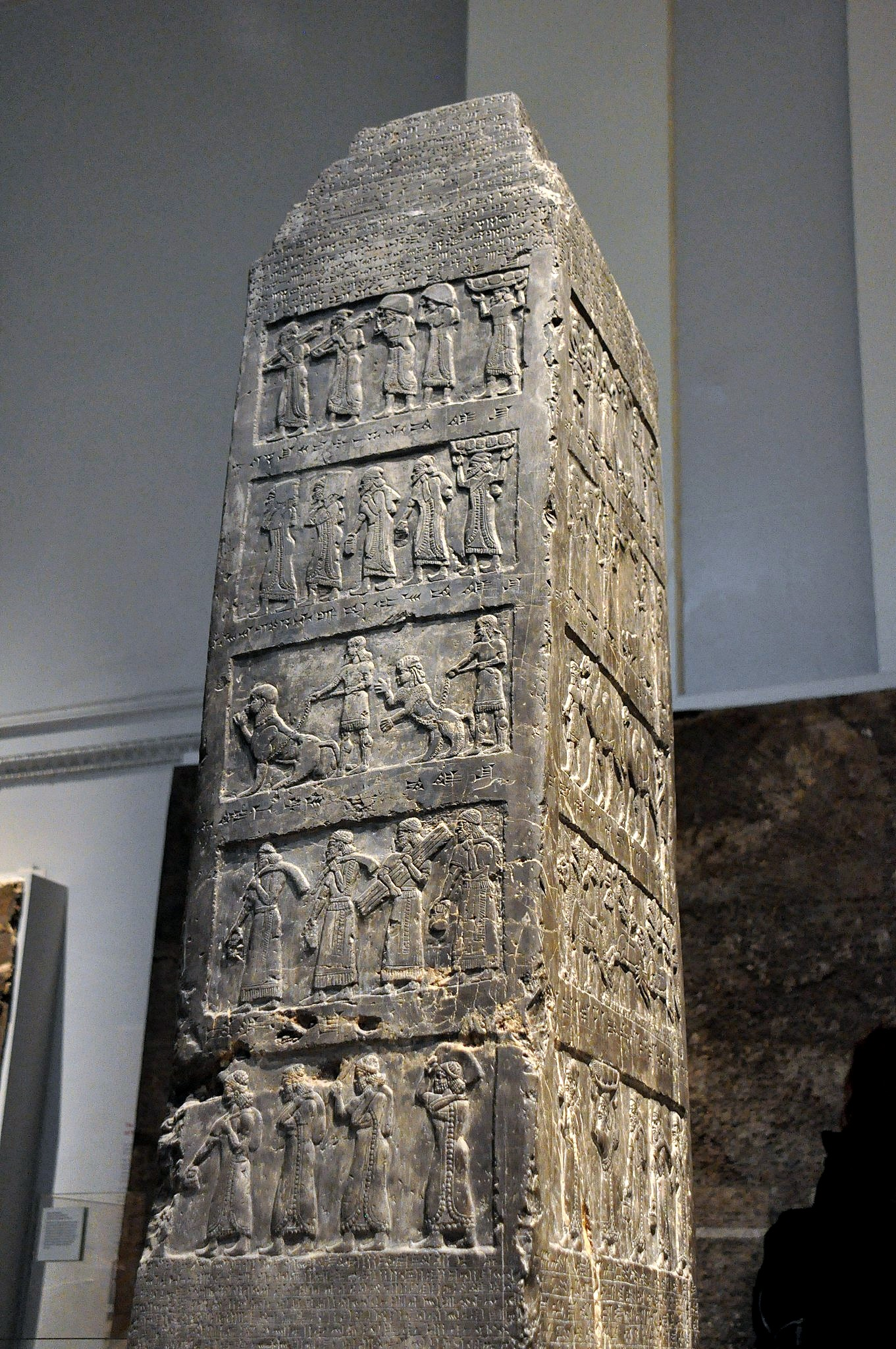
Obelisco Negro de Salmanaser III criado no século IX a.C. trazido de Ninrude no Museu Britânico. A inscrição de quatro lados contém os reis dos gilzanitas, de Israel, de Musri e Suhi e o tributo que eles levavam ao rei assírio.

O Obelisco Negro, encontrada pelo escavador Sir Henry Layard em Ninrude, contém uma imagem de Jeú (r. 842–814 a.C.) de Israel inclinando-se para Salmanaser III oferecendo prata, chumbo, ouro, caneca de ouro, taças de ouro, vasilhas de ouro, proteção para a mão do rei e dardos. Isso aconteceu quando o rei assírio, já ocupado durante alguns anos, decidiu fazer uma visita ao ocidente.